# Case di Cristoforo Colombo

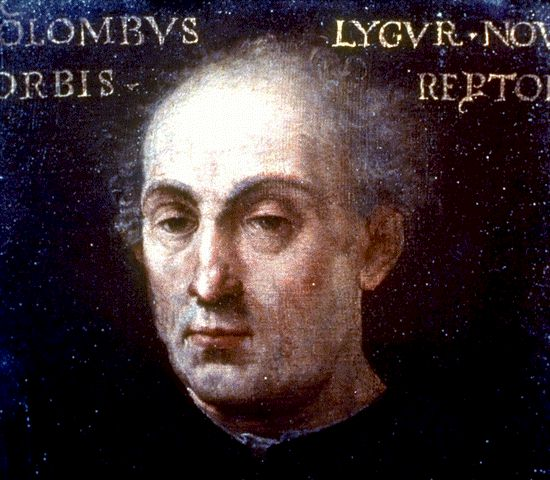
Cristoforo Colombo in un dipinto del XVI secolo

Durante la sua vita Cristoforo Colombo visse in numerose case cambiando spesso abitazione, in gioventù per via degli spostamenti del padre Domenico Colombo, visse tra la natia Genova, Savona e Cogoleto, mentre in età adulta Colombo si divise tra Las Palmas de Gran Canaria, Americhe ed infine di nuovo in Spagna dove morì a Valladolid.
Considerati i suoi assidui spostamenti per viaggi commerciali ed esplorazioni, Cristoforo Colombo ha alloggiato in numerose abitazioni sparse tra i due continenti che non possono essere definite come vere e proprie case poiché furono per lui luoghi di residenza temporanea come, per esempio, locande, capanne e fu spesso ospite per lunghi o brevi periodi in abitazioni di altre persone in svariate località.

## Gioventù

### Savona

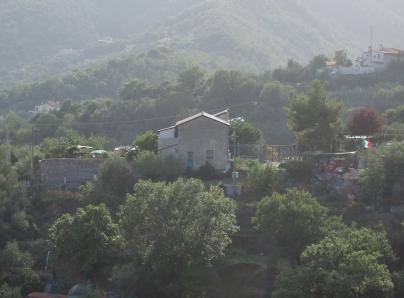
Casa della famiglia Colombo in località Valcada

La famiglia Colombo era giunta a Savona nel febbraio del 1470, proveniente da Genova e vi rimase almeno fino al 1484. Avevano fissato la loro residenza in città nella contrada di San Giuliano, nella strada che avrebbe poi assunto il nome di via dei Cassari, in una casa oggi non più esistente.
A Savona Domenico Colombo esercitava la professione di tessitore di panni e di negoziante di vino e formaggi.
Per poter avere a disposizione il vino da vendere nella sua casa-bottega savonese, il 19 agosto 1474 Domenico Colombo rilevò da Corrado da Cuneo una casa, una vigna ed un podere che questi aveva a sua volta rilevato in enfiteusi dal Capitolo della Cattedrale di Savona tre anni e mezzo prima, il 7 gennaio 1471. La cessione fu effettuata al prezzo di 250 Lire di Genova, somma che Domenico Colombo non versò mai alla famiglia Cuneo. Questa costruzione, oggi ancora esistente è stata recentemente identificata e si trova nel Comune di Savona, precisamente a Legino, in località Valcada, in via Belvedere n. 7.

Casa della famiglia Colombo a Cogoleto in una foto storica

### Cogoleto
Casa natale di Cristoforo Colombo. Il decoro della facciata fu realizzato a partire dal 1650 su commissione del sacerdote Antonio Colombo, discendente della famiglia. Fu visitata da molti personaggi illustri quali Principi di Savoia (nel 1857), poeti e scrittori, anche stranieri.

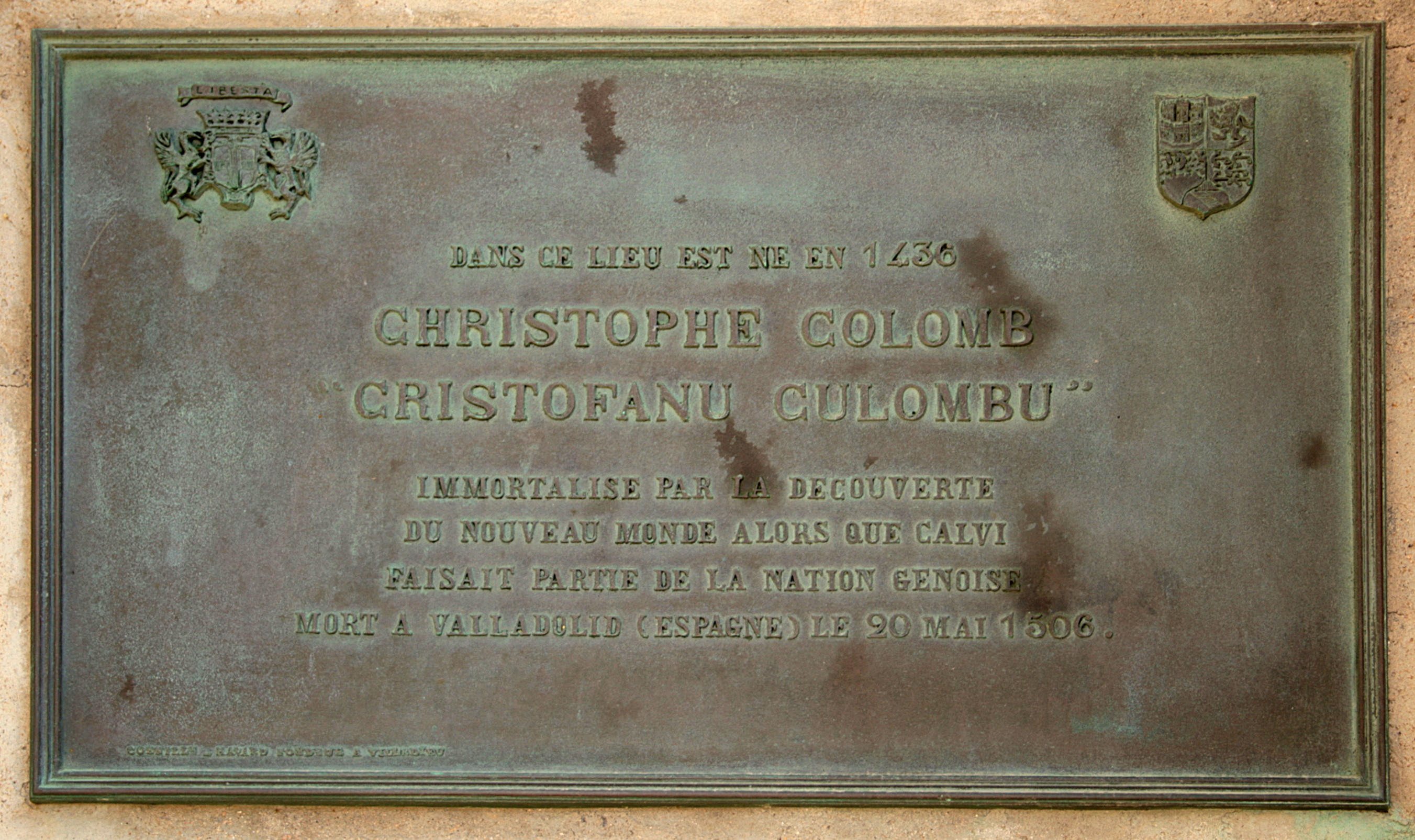
Placca commemorativa sulla presunta casa natale di Cristoforo Colombo di Calvi in Corsica (Francia).

### Calvi
Una teoria minoritaria vuole che la presunta città natale di Cristoforo Colombo sia a Calvi in Corsica (Francia) in Rue Christophe Colomb, dove nacque forse nel 1451, all'epoca di Colombo la Corsica era parte della Repubblica di Genova e la città di Calvi era insieme a Bonifacio una delle città dell'isola più fedeli alla Superba.

## Età adulta

### Canarie e Valladolid
La casa di Cristoforo Colombo, utilizzata durante la sua permanenza sulle Isole Canarie, si trova nella città di Las Palmas de Gran Canaria nel quartiere storico di Vegueta ed è posta dietro la cattedrale cittadina. L'abitazione di Colombo è all'interno di questo complesso architettonico che cinque secoli fa ha anche ospitato i governatori dell'isola. Al giorno d'oggi la casa di Cristoforo Colombo è una casa-museo intitolato appunto Casa Museo de Colón dove, oltre all'attività di museo, vi sono spazi dove si tengono corsi, seminari ed esposizioni varie.
A Valladolid si trova la umile e piccola casa in cui Cristoforo Colombo morì il 20 maggio 1506 in condizione di semipovertà e ostilità spagnola nei suoi confronti. Oggi tale abitazione è stata adibita a casa museo in occasione delle festività per il quinto anniversario della morte di Cristoforo Colombo a Valladolid. L'edificio è stato completamente restaurato e sul lato posteriore è stata annessa una costruzione moderna per poter espandere la superficie del museo. La casa museo espone oggi vari cimeli del navigante.